# Aachener Turn- und Sportverein Alemannia 1900 1974-1975
Questa voce raccoglie le informazioni riguardanti l'Aachener Turn- und Sportverein Alemannia 1900 nelle competizioni ufficiali della stagione 1974-1975.

## Stagione
Nella stagione 1974-1975 l'Alemannia, allenato da Horst Witzler e Michael Pfeiffer, concluse il campionato di 2. Bundesliga al 15º posto. In Coppa di Germania l'Alemannia fu eliminato al terzo turno dal TeBe Berlino.

## Rosa
| N. |                     | Ruolo | Calciatore           |
| -- | ------------------- | ----- | -------------------- |
|    | Germania (bandiera) | P     | Heinz Jansen         |
|    | Germania (bandiera) | P     | Georg Marwig         |
|    | Germania (bandiera) | P     | Gerhard Prokop       |
|    | Germania (bandiera) | D     | Josef Bläser         |
|    | Germania (bandiera) | D     | Christian Breuer     |
|    | Germania (bandiera) | D     | Willi Haag           |
|    | Spagna (bandiera)   | D     | Jo Montanes          |
|    | Germania (bandiera) | D     | Willi Reuter         |
|    | Germania (bandiera) | D     | Klaus-Dieter Sieloff |
|    | Germania (bandiera) | D     | Peter Stollwerk      |
|    | Germania (bandiera) | C     | Bernhard Adamczak    |
|    | Belgio (bandiera)   | C     | Antoine Fagot        |

| N. |                     | Ruolo | Calciatore       |
| -- | ------------------- | ----- | ---------------- |
|    | Germania (bandiera) | C     | Peter Hermann    |
|    | Croazia (bandiera)  | C     | Hans Kodric      |
|    | Germania (bandiera) | C     | Erwin Palm       |
|    | Germania (bandiera) | C     | Franz Pavlak     |
|    | Germania (bandiera) | C     | Gerd Schmitz     |
|    | Germania (bandiera) | C     | Hans Schulz      |
|    | Germania (bandiera) | C     | Helmut Schütt    |
|    | Germania (bandiera) | C     | Christoph Walter |
|    | Germania (bandiera) | A     | Dieter Baumanns  |
|    | Germania (bandiera) | A     | Udo Klohs        |
|    | Germania (bandiera) | A     | Rolf Kucharski   |
|    | Germania (bandiera) | A     | Heinz Kulik      |

## Organigramma societario
Area tecnica
- Allenatore: Horst Witzler
- Allenatore in seconda: Gerhard Prokop
- Preparatore dei portieri:
- Preparatori atletici:

## Calciomercato

### Sessione estiva
| Acquisti | Acquisti             | Acquisti            | Acquisti |
| R.       | Nome                 | da                  | Modalità |
| -------- | -------------------- | ------------------- | -------- |
| A        | Dieter Baumanns      | Villingen           |          |
| D        | Josef Bläser         | Colonia             |          |
| C        | Peter Hermann        | Coblenza            |          |
| A        | Udo Klohs            | Fortuna Düsseldorf  |          |
| A        | Rolf Kucharski       | Fortuna Colonia     |          |
| C        | Erwin Palm           | SG GFC Düren 99     |          |
| P        | Gerhard Prokop       | Eupen               |          |
| C        | Hans Schulz          | Fortuna Düsseldorf  |          |
| D        | Klaus-Dieter Sieloff | Borussia M'gladbach |          |

| Cessioni | Cessioni        | Cessioni            | Cessioni |
| R.       | Nome            | a                   | Modalità |
| -------- | --------------- | ------------------- | -------- |
| A        | Karl Del'Haye   | Borussia M'gladbach |          |
| C        | Dietmar Frenzel | SC Jülich 1910      |          |
| A        | Walter Hoffmann | Bonner              |          |
| A        | Peter Klünter   | SC Jülich 1910      |          |
| C        | Rolf Meißner    | DSC Wanne-Eickel    |          |

### Sessione invernale
| Acquisti | Acquisti | Acquisti | Acquisti |
| R.       | Nome     | da       | Modalità |
| -------- | -------- | -------- | -------- |

| Cessioni | Cessioni   | Cessioni | Cessioni |
| R.       | Nome       | a        | Modalità |
| -------- | ---------- | -------- | -------- |
| C        | Willi Ritz | Magonza  |          |

## Risultati

### 2. Bundesliga

#### Girone di andata
| Arbitro: | Picker |

|                           |           |  |
| Dahl 1’, 75’ Wehmeyer 68’ | Marcatori |  |

| Arbitro: | Weyland |

|            |           |                |
| Walter 86’ | Marcatori | 65’ Bergfelder |

| Arbitro: | Halfter |

|                        |           |            |
| Hagemann 6’ Dreyer 24’ | Marcatori | 19’ Walter |

| Arbitro: | Hillebrand |

|  |           |                      |
|  | Marcatori | 22’ Kladnik 77’ Wolf |

| Arbitro: | Ohmsen |

|  |           |               |
|  | Marcatori | 82’ Ackermann |

| Arbitro: | Lüling |

|                               |           |            |
| Krause 6’ Wilbertz 89’ (rig.) | Marcatori | 55’ Walter |

| Arbitro: | Wuttke |

|                      |           |                |
| Walter 5’ Breuer 17’ | Marcatori | 20’ Milasincic |

| Arbitro: | Eggers |

|                     |           |  |
| Hegekötter 11’, 66’ | Marcatori |  |

| Arbitro: | Fork |

|                         |           |            |
| Kucharski 59’ Klohs 70’ | Marcatori | 53’ Kemmer |

| Oer-Erkenschwick 6 ottobre 1974, ore 15:00 CET 10ª giornata | Erkenschwick | 0 – 0 referto | Alemannia Aquisgrana | Stimbergstadion (3 500 spett.)\| Arbitro: \| Horstmann \| |
| Arbitro:                                                    | Horstmann    |               |                      |                                                           |

| Aquisgrana 11 ottobre 1974, ore 15:00 CET 11ª giornata | Alemannia Aquisgrana | 0 – 0 referto | Wattenscheid 09 | Stadio Tivoli (7 000 spett.)\| Arbitro: \| Neufeld \| |
| Arbitro:                                               | Neufeld              |               |                 |                                                       |

| Arbitro: | Burgers |

|                                                      |           |                         |
| Granitza 27’ Klein 34’ Jansen 45’ (aut.) Rudloff 86’ | Marcatori | 15’, 21’ (rig.) Sieloff |

| Arbitro: | Schütte |

|            |           |                        |
| Schulz 10’ | Marcatori | 32’ Petersen 85’ Kulka |

| Arbitro: | Oltmann |

|                             |           |                        |
| Struckmann 24’ Gummlich 60’ | Marcatori | 15’ Schütt 73’ Sieloff |

| Arbitro: | Waltert |

|                                                                   |           |           |
| Bläser 1’ Kucharski 25’, 36’, 42’, 45’, 57’ Kodric 52’ Schütt 64’ | Marcatori | 90’ Fuchs |

| Arbitro: | Wahmann |

|                       |           |                                         |
| Mertes 75’ Sikora 86’ | Marcatori | 5’, 52’ Kucharski 26’ Schütt 83’ Walter |

| Arbitro: | Milkert |

|                 |           |                              |
| Schütt 63’, 74’ | Marcatori | 8’ Lüttges 23’ (aut.) Kodric |

| Arbitro: | Gabriel |

|                      |           |  |
| John 14’ Hanisch 62’ | Marcatori |  |

| Arbitro: | Neufeld |

|                        |           |               |
| Kucharski 7’, 24’, 40’ | Marcatori | 18’ Schilling |

#### Girone di ritorno
| Arbitro: | Hövel |

|               |           |                                       |
| Kucharski 79’ | Marcatori | 6’ Kasperski 29’ Stegmayer 70’ Anders |

| Arbitro: | Hilker |

|                                                               |           |                          |
| Otters 14’ Bauerkämper 33’, 80’ Hattenberger 35’ Wesseler 51’ | Marcatori | 53’ Kucharski 65’ Schulz |

| Arbitro: | Lüling |

|                                 |           |          |
| Kucharski 83’ (rig.) Schütt 86’ | Marcatori | 54’ Kelm |

| Arbitro: | Halfter |

|                                                      |           |                 |
| Plaggemeyer 31’ Wolf 50’, 83’ Mensink 89’ Webers 90’ | Marcatori | 30’, 88’ Walter |

| Arbitro: | Hennig |

|                                                                 |           |  |
| Schildt 22’ Huber 30’ (rig.) Segler 51’, 87’ Wolf 62’ Varga 71’ | Marcatori |  |

| Arbitro: | Schütte |

|                                 |           |          |
| Kucharski 51’, 78’ Baumanns 82’ | Marcatori | 22’ Heun |

| Arbitro: | Overberg |

|                        |           |            |
| Karbowiak 29’ Kipp 53’ | Marcatori | 33’ Schulz |

| Arbitro: | Wuttke |

|                       |           |               |
| Walter 30’ Schulz 49’ | Marcatori | 60’, 71’ Koch |

| Arbitro: | Picker |

|                             |           |                               |
| Krause 28’ (rig.) Dudda 52’ | Marcatori | 11’, 87’ Kucharski 29’ Schulz |

| Arbitro: | Weyland |

|                                        |           |  |
| Baumanns 46’, 71’ Klohs 54’ Schütt 88’ | Marcatori |  |

| Arbitro: | Burgers |

|                |           |  |
| Jendrossek 75’ | Marcatori |  |

| Arbitro: | Overberg |

|                         |           |                |
| Baumanns 14’ Reuter 81’ | Marcatori | 70’ Rummenigge |

| Arbitro: | Zittrich |

|            |           |  |
| Höfert 30’ | Marcatori |  |

| Arbitro: | Neufeld |

|                                       |           |  |
| Kucharski 14’ Schütt 46’ Baumanns 78’ | Marcatori |  |

| Arbitro: | Teichert |

|                             |           |  |
| Trimhold 12’, 71’ Gecks 87’ | Marcatori |  |

| Arbitro: | Hövel |

|           |           |             |
| Fagot 49’ | Marcatori | 26’ Schlimm |

| Arbitro: | Wahmann |

|               |           |            |
| Brinkmann 55’ | Marcatori | 80’ Bläser |

| Arbitro: | Overberg |

|               |           |                             |
| Kucharski 88’ | Marcatori | 68’, 87’ Lunenburg 83’ John |

| Arbitro: | Hillebrand |

|                       |           |  |
| Graul 16’, 60’ (rig.) | Marcatori |  |

### Coppa di Germania
| Arbitro: | Horstmann |

|             |           |  |
| Sieloff 86’ | Marcatori |  |

| Arbitro: | Redelfs |

|                           |           |             |
| Kucharski 72’ (rig.), 89’ | Marcatori | 80’ Schmidt |

| Arbitro: | Roth |

|                   |           |  |
| Bläser 15’ (aut.) | Marcatori |  |

## Statistiche

### Statistiche di squadra
| Competizione      | Punti | In casa | In casa | In casa | In casa | In casa | In casa | In trasferta | In trasferta | In trasferta | In trasferta | In trasferta | In trasferta | Totale | Totale | Totale | Totale | Totale | Totale | DR  |
| Competizione      | Punti | G       | V       | N       | P       | Gf      | Gs      | G            | V            | N            | P            | Gf           | Gs           | G      | V      | N      | P      | Gf     | Gs     | DR  |
| ----------------- | ----- | ------- | ------- | ------- | ------- | ------- | ------- | ------------ | ------------ | ------------ | ------------ | ------------ | ------------ | ------ | ------ | ------ | ------ | ------ | ------ | --- |
| 2. Bundesliga     | 30    | 19      | 9       | 5       | 5       | 38      | 24      | 19           | 2            | 3            | 14           | 19           | 47           | 38     | 11     | 8      | 19     | 57     | 71     | -14 |
| Coppa di Germania | -     | 2       | 2       | 0       | 0       | 3       | 1       | 1            | 0            | 0            | 1            | 0            | 1            | 3      | 2      | 0      | 1      | 3      | 2      | +1  |
| Totale            | 30    | 21      | 11      | 5       | 5       | 41      | 25      | 20           | 2            | 3            | 15           | 19           | 48           | 41     | 13     | 8      | 20     | 60     | 73     | -13 |

### Andamento in campionato
| Giornata  | 1  | 2  | 3  | 4  | 5  | 6  | 7  | 8  | 9  | 10 | 11 | 12 | 13 | 14 | 15 | 16 | 17 | 18 | 19 | 20 | 21 | 22 | 23 | 24 | 25 | 26 | 27 | 28 | 29 | 30 | 31 | 32 | 33 | 34 | 35 | 36 | 37 | 38 |
| --------- | -- | -- | -- | -- | -- | -- | -- | -- | -- | -- | -- | -- | -- | -- | -- | -- | -- | -- | -- | -- | -- | -- | -- | -- | -- | -- | -- | -- | -- | -- | -- | -- | -- | -- | -- | -- | -- | -- |
| Luogo     | T  | C  | T  | C  | C  | T  | C  | T  | C  | T  | C  | T  | C  | T  | C  | T  | C  | T  | C  | C  | T  | C  | T  | T  | C  | T  | C  | T  | C  | T  | C  | T  | C  | T  | C  | T  | C  | T  |
| Risultato | P  | N  | P  | P  | P  | P  | V  | P  | V  | N  | N  | P  | P  | N  | V  | V  | N  | P  | V  | P  | P  | V  | P  | P  | V  | P  | N  | V  | V  | P  | V  | P  | V  | P  | N  | N  | P  | P  |
| Posizione | 19 | 20 | 19 | 20 | 20 | 20 | 20 | 20 | 19 | 19 | 19 | 19 | 19 | 19 | 17 | 16 | 16 | 16 | 15 | 17 | 18 | 16 | 17 | 17 | 17 | 17 | 17 | 16 | 14 | 15 | 13 | 13 | 13 | 14 | 14 | 14 | 15 | 15 |

Legenda:

Luogo: C = Casa; T = Trasferta. Risultato: V = Vittoria; N = Pareggio; P = Sconfitta.

### Statistiche dei giocatori
| Giocatore    | 2. Bundesliga | 2. Bundesliga | 2. Bundesliga | 2. Bundesliga | Coppa di Germania | Coppa di Germania | Coppa di Germania | Coppa di Germania | Totale   | Totale | Totale      | Totale     |
| Giocatore    | Presenze      | Reti          | Ammonizioni   | Espulsioni    | Presenze          | Reti              | Ammonizioni       | Espulsioni        | Presenze | Reti   | Ammonizioni | Espulsioni |
| ------------ | ------------- | ------------- | ------------- | ------------- | ----------------- | ----------------- | ----------------- | ----------------- | -------- | ------ | ----------- | ---------- |
| B. Adamczak  | 15            | 0             | 1             | 0             | 2                 | 0                 | 0                 | 0                 | 17       | 0      | 1           | 0          |
| D. Baumanns  | 26            | 5             | 1             | 0             | 3                 | 0                 | 0                 | 0                 | 29       | 5      | 1           | 0          |
| J. Bläser    | 38            | 2             | 7             | 0             | 2                 | 0                 | 1                 | 0                 | 40       | 2      | 8           | 0          |
| C. Breuer    | 31            | 1             | 0             | 0             | 3                 | 0                 | 0                 | 0                 | 34       | 1      | 0           | 0          |
| A. Fagot     | 7             | 1             | 0             | 0             | 0                 | 0                 | 0                 | 0                 | 7        | 1      | 0           | 0          |
| W. Haag      | 21            | 0             | 2             | 0             | 2                 | 0                 | 0                 | 0                 | 23       | 0      | 2           | 0          |
| P. Hermann   | 33            | 0             | 1             | 0             | 3                 | 0                 | 0                 | 0                 | 36       | 0      | 1           | 0          |
| H. Jansen    | 17            | 0             | 0             | 0             | 1                 | 0                 | 0                 | 0                 | 18       | 0      | 0           | 0          |
| U. Klohs     | 33            | 2             | 2             | 0             | 3                 | 0                 | 0                 | 0                 | 36       | 2      | 2           | 0          |
| H. Kodric    | 18            | 1             | 1             | 0             | 2                 | 0                 | 0                 | 0                 | 20       | 1      | 1           | 0          |
| R. Kucharski | 32            | 20            | 8             | 0             | 2                 | 2                 | 0                 | 0                 | 34       | 22     | 8           | 0          |
| H. Kulik     | 0             | 0             | 0             | 0             | 0                 | 0                 | 0                 | 0                 | 0        | 0      | 0           | 0          |
| G. Marwig    | 9             | 0             | 1             | 0             | 1                 | 0                 | 0                 | 0                 | 10       | 0      | 1           | 0          |
| J. Montanes  | 35            | 0             | 2             | 1             | 3                 | 0                 | 0                 | 0                 | 38       | 0      | 2           | 1          |
| E. Palm      | 7             | 0             | 0             | 0             | 0                 | 0                 | 0                 | 0                 | 7        | 0      | 0           | 0          |
| F. Pavlak    | 1             | 0             | 0             | 0             | 0                 | 0                 | 0                 | 0                 | 1        | 0      | 0           | 0          |
| G. Prokop    | 14            | 0             | 0             | 0             | 1                 | 0                 | 0                 | 0                 | 15       | 0      | 0           | 0          |
| W. Reuter    | 14            | 1             | 1             | 0             | 0                 | 0                 | 0                 | 0                 | 14       | 1      | 1           | 0          |
| W. Ritz      | 4             | 0             | 0             | 0             | 2                 | 0                 | 0                 | 0                 | 6        | 0      | 0           | 0          |
| G. Schmitz   | 1             | 0             | 0             | 0             | 0                 | 0                 | 0                 | 0                 | 1        | 0      | 0           | 0          |
| H. Schulz    | 29            | 5             | 0             | 0             | 1                 | 0                 | 0                 | 0                 | 30       | 5      | 0           | 0          |
| H. Schütt    | 29            | 8             | 4             | 0             | 2                 | 0                 | 0                 | 0                 | 31       | 8      | 4           | 0          |
| K. Sieloff   | 22            | 3             | 0             | 0             | 2                 | 1                 | 0                 | 0                 | 24       | 4      | 0           | 0          |
| P. Stollwerk | 10            | 0             | 1             | 0             | 0                 | 0                 | 0                 | 0                 | 10       | 0      | 1           | 0          |
| C. Walter    | 36            | 8             | 3             | 0             | 3                 | 0                 | 0                 | 0                 | 39       | 8      | 3           | 0          |